# Freitag, der 13.

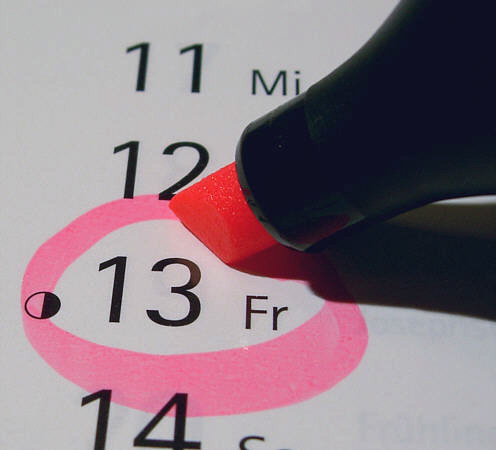
Freitag, der 13. in einem Kalender

Der Freitag, der 13. gilt im Volksglauben als ein Tag, an dem besonders viele Unglücke passieren können. Die irrationale Furcht vor einem Freitag, dem 13. wird auch als Paraskavedekatriaphobie bezeichnet. Diese Phobie kann im Einzelfall so weit führen, dass davon betroffene Personen geplante Reisen und Termine absagen oder sich an einem Freitag, dem 13. nicht aus dem Bett trauen.
Auswertungen von Unfalldaten haben ergeben, dass sich an einem Freitag, dem 13. nicht mehr Verkehrsunfälle mit schwerem Sachschaden ereignen als an einem Freitag, dem 6. oder 20. Auch eine Untersuchung der Unfallmeldungen durch den ADAC ergab für das Jahr 2009, dass an den drei Freitagen am 13. eines Monats die Zahl der Unfallmeldungen im Mittel nur 894 betrug, während an allen anderen Tagen durchschnittlich 975 Unfälle gemeldet wurden. Ebenso zeigt eine Auswertung der Zürich Versicherung, dass an Freitagen, die auf den 13. eines Monats fallen, weniger Schadensfälle verzeichnet werden als an allen anderen Freitagen im Jahr. Die geringere oder gleichbleibende Zahl von Unfällen an Freitagen, den 13. im Vergleich mit anderen Freitagen könnte an einer verstärkten Vorsicht zur Unfallvermeidung liegen.

## Häufigkeit
Jedes Kalenderjahr hat mindestens einen und höchstens drei Freitage, die auf einen Dreizehnten fallen.
- Drei Freitage die 13. in einem Nichtschaltjahr treten auf, wenn der 13. Februar ein Freitag ist; dann ist es auch der 13. März und der 13. November. In Schaltjahren sind es der Januar, der April und der Juli, in denen die Dreizehnten den gleichen Wochentag teilen und damit auf einen Freitag fallen können.
- Der kürzeste Abstand zwischen zwei Freitagen den 13. beträgt nur vier Wochen. Dies ist immer der Fall, wenn der 13. Februar ein Freitag und der Februar nur 28 Tage lang ist. Dann ist bereits im folgenden März der 13. wieder ein Freitag. Zuletzt war dies 2015 der Fall, das nächste Mal wird es im Jahr 2026 sein.
- Der längste Abstand zwischen zwei Freitagen den 13. beträgt 14 Monate oder genau 61 Wochen. Dieser Fall tritt dann ein, wenn der 13. August ein Freitag und das folgende Jahr ein Schaltjahr ist. Dann kommt es erst wieder im Oktober des Folgejahres zu einem Freitag, dem 13. Zum letzten Mal war dies August 1999/Oktober 2000 der Fall; das nächste Mal passiert dies August 2027/Oktober 2028.
- Ein gleich langer Abstand von 61 Wochen ergibt sich auch dann, wenn der 13. Juli ein Freitag und das folgende Jahr kein Schaltjahr ist. Dann ist erst der 13. September des Folgejahres wieder ein Freitag, der 13. Dies war im Juli 2001/September 2002, im Juli 2012/September 2013 sowie im Juli 2018/September 2019 der Fall.

Der gregorianische Kalender wiederholt sich wegen der Schaltjahrregeln alle 400 Jahre, was genau 20.871 Wochen (146.097 Tagen) entspricht. Daher wiederholt sich nicht nur der Schaltjahreszyklus alle 400 Jahre, sondern jeder Zyklus fängt auch mit demselben Wochentag an, z. B. einem Montag bei dem am 1. Januar 2001 begonnenen Zyklus; auch in den Jahren 2401, 2801, 1601 etc. ist bzw. war der 1. Januar ein Montag. Durch diese zufällig im Römischen Reich (oder noch eher) historisch entstandene Zuordnung eines Wochentags zum Beginn eines Schaltjahreszyklus im heutigen gregorianischen Kalender fallen die meisten Dreizehnten in jedem Zyklus (688) auf einen Freitag; bei einer anderen Anfangszuordnung hätte auch jeder andere Wochentag der häufigste Dreizehnte werden können. Umgekehrt gilt auch, dass Freitage auf keinen anderen Monatstag häufiger fallen als auf einen 13. (und die davon direkt abhängigen Monatstage 6., 20. und 27.). Am seltensten kommt Mittwoch, der 31. vor, nur 398-mal in 400 Jahren (die 31. sind ohnehin die seltensten der möglichen Tagesnummern). In der folgenden Tabelle sind die Häufigkeiten aller Kombinationen aufgeführt.
| Monatstag | Monatstag | Monatstag | Monatstag |  | So  | Mo  | Di  | Mi  | Do  | Fr  | Sa  |  |      |
| --------- | --------- | --------- | --------- |  | --- | --- | --- | --- | --- | --- | --- |  | ---- |
|           |           |           |           |  |     |     |     |     |     |     |     |  |      |
| 1         | 8         | 15        | 22        |  | 688 | 684 | 687 | 685 | 685 | 687 | 684 |  | 4800 |
| 2         | 9         | 16        | 23        |  | 684 | 688 | 684 | 687 | 685 | 685 | 687 |  | 4800 |
| 3         | 10        | 17        | 24        |  | 687 | 684 | 688 | 684 | 687 | 685 | 685 |  | 4800 |
| 4         | 11        | 18        | 25        |  | 685 | 687 | 684 | 688 | 684 | 687 | 685 |  | 4800 |
| 5         | 12        | 19        | 26        |  | 685 | 685 | 687 | 684 | 688 | 684 | 687 |  | 4800 |
| 6         | 13        | 20        | 27        |  | 687 | 685 | 685 | 687 | 684 | 688 | 684 |  | 4800 |
| 7         | 14        | 21        | 28        |  | 684 | 687 | 685 | 685 | 687 | 684 | 688 |  | 4800 |
|           |           |           | 29        |  | 644 | 641 | 644 | 642 | 642 | 643 | 641 |  | 4497 |
|           |           |           | 30        |  | 627 | 631 | 626 | 631 | 627 | 629 | 629 |  | 4400 |
|           |           |           | 31        |  | 400 | 399 | 401 | 398 | 402 | 399 | 401 |  | 2800 |

Die folgende Tabelle führt am Beispiel der Jahre 2001 bis 2028 all die Monate auf, in denen der 13. ein Freitag ist. Diese Abfolge wiederholt sich alle 28 Jahre von 1901 bis 2099.
| 2001 | 2007 |      | 2018 |      | April, Juli             |
| 2002 |      | 2013 | 2019 | 2024 | September, Dezember     |
| 2003 | 2008 | 2014 |      | 2025 | Juni                    |
|      |      |      | 2020 |      | März, November          |
|      | 2009 | 2015 |      | 2026 | Februar, März, November |
| 2004 |      |      |      |      | Februar, August         |
|      | 2010 |      | 2021 | 2027 | August                  |
| 2005 | 2011 | 2016 | 2022 |      | Mai                     |
|      |      |      |      | 2028 | Oktober                 |
| 2006 |      | 2017 | 2023 |      | Januar, Oktober         |
|      | 2012 |      |      |      | Januar, April, Juli     |

Wie man aus dieser Tabelle ersieht, gibt es in jedem Jahr mindestens einen und höchstens drei Freitage, die auf einen 13. fallen.

## Ursprung des Aberglaubens
Es gibt viele Deutungsversuche für diesen Aberglauben. Einer davon beruht auf der Tatsache, dass die Dreizehn und der Freitag jeweils einzeln schon seit langem als Unglückssymbole gelten. Es ist anzunehmen, dass abergläubische Menschen an Tagen, die gleichzeitig Freitage und Dreizehnte waren, schon immer besonders großes Unglück befürchteten. Später verbreitete sich der Aberglauben derart, dass heutzutage sogar Leute an den Freitag, den 13. glauben, die weder mit Freitagen noch mit der Zahl Dreizehn im Einzelnen ein Problem gehabt hätten.

### Zahl
13 ist die Unglückszahl in der nordisch germanischen Mythologie.
12 Götter sollen zusammengesessen und den Tod ihres liebsten Gottes Baldur bedauert haben. Loki, der zwielichtige Gott der germanischen und nordischen Sagenkultur, traf als 13. Gott in der Halle ein. Er war es gewesen, welcher den Tod des Baldurs zu verantworten hatte. Und dennoch verspottete er die Götter, worauf sie ihn an einen Felsen fesseln ließen. Diese Fesselung erzürnte Loki dermaßen, dass er Rache schwor und laut nordischer Mythologie den Weltuntergang (Ragnarök) einleitete. Lange hieß die 13 im deutschen Volksmund das „Dutzend des Teufels“. Nicht überall ist die Zahl aber ein Symbol für Unglück. In der jüdischen Tradition ist die 13 eine Glückszahl und ein Symbol Gottes, weil sie über der Zwölf steht. Bei den Japanern gilt die 13 ebenfalls als Glückszahl. Der jüdische Kalender richtet sich nach dem Mond, sodass am 14. eines Monats immer Vollmond ist. Wenn der Vollmond auf einen Sabbat (Samstag) fällt, ist das ein Glücksfall, also ist auch Freitag, der 13. etwas Positives.

### Wochentag
Nach dem Neuen Testament wurde Jesus Christus an einem Freitag gekreuzigt. Das Christentum gedenkt des Leidens und Sterbens am Karfreitag, einem Fast- und Trauertag. Katholiken bringen daher freitags das sogenannte Freitagsopfer. Noch 1930 galt dagegen im protestantischen Norden Deutschlands der Freitag als Glückstag und besonders guter Termin zum Heiraten (auch „Freien“ genannt).
Eine weitere häufige Behauptung ist die, dass der sogenannte „schwarze Freitag“ damit zu tun haben soll, dass dem Freitag, dem 13. Unglück zugeschrieben wird. Dem widerspricht jedoch die Tatsache, dass der US-amerikanische Börsenkrach von 1929 bereits an einem Donnerstag begann. Im öffentlichen Bewusstsein verknüpfte sich der Börsenkrach aber später mit dem Freitag, weil es aufgrund der Zeitverschiebung in Europa bereits Freitag war. Allerdings gab es bereits zweieinhalb Jahre vor den Ereignissen an der New York Stock Exchange einen deutschen schwarzen Freitag an der Börse Berlin. Der Börsenkrach am 13. Mai 1927 ließ den Aktienindex des Statistischen Reichsamtes innerhalb eines Tages um 31,9 Prozent einbrechen.

## Geschichte
Eines der ersten bezeugten Ereignisse, die auf einen Freitag den 13. fielen, war die am 13. Oktober 1307 vom französischen König Philipp IV. befohlene Verhaftung aller Mitglieder des Templerordens in ganz Frankreich (Tempelritter). Schon Tage zuvor wurden an alle Dienststellen des Landes versiegelte Umschläge mit den Haftbefehlen versandt. Auch der Haftbefehl gegen den in Paris lebenden Großmeister Jacques de Molay wurde am 13. Oktober 1307 vollzogen. Diese mit Akribie durchgeführte Aktion führte letztlich zur Aufhebung des Templerordens durch die päpstliche Bulle Vox in excelso am 22. März 1312.
Zwischen 1307 und 1907 fehlt es bisher an schriftlichen Erwähnungen des Freitags des 13. als Unglückstag. Im Online-Archiv der New York Times findet sich keine Erwähnung von Friday the 13th vor 1907. Die Erstausgabe der New York Times erschien rund 56 Jahre früher am 18. September 1851.
Der US-Amerikaner Thomas William Lawson, der gegen Ende des 19. Jahrhunderts durch Börsenspekulationen zum Multimillionär wurde, schrieb 1906 den Börsenroman Friday the 13th, der zunächst im New Yorker Everybody’s Magazine und kurz darauf in zahlreichen US-amerikanischer Tageszeitungen als Fortsetzungsroman erschien und 1907 als Buch herauskam. Noch im selben Jahr wurde das Buch in sechs Sprachen übersetzt und kam auch im Deutschen Reich heraus. Thomas W. Lawson kann damit als der Erfinder des Schreckenstermins gesehen werden.
In Deutschland vergrößerte sich der Bekanntheitsgrad, als 1916 der Film Freitag, der 13. Das unheimliche Haus, 2. Teil des Regisseurs Richard Oswald in die Kinos kam, der von einer Familie handelte, deren Mitglieder immer an diesem Datum starben.
Der Aberglaube wurde durch die 1944 in den deutschen Kinos gelaufene Komödie Freitag, der 13. des Regisseurs Erich Engels weiter genährt.
Dem Volkskundler Stephan Bachter zufolge beruhe die große Popularität und die Annahme, dass dieser Glaube schon sehr alt sei, nur auf falschen Medienberichten, in denen die Beinahe-Katastrophe der Apollo-13-Mission oder der Börsenkrach (Schwarzer Freitag) diesem Unglücksboten zugewiesen wurde. Er führt den Aberglauben auf das sechste und siebente Buch Moses in der Fassung des Braunschweiger Planet-Verlages von 1949/50 zurück. Dort wird vor Unternehmungen an einem Freitag, dem 13. gewarnt. Vorher sei diese Verbindung völlig unbekannt gewesen. Dieses Buch war allerdings viel zu spät erschienen, um der Ursprung sein zu können.
Die Horrorfilm-Reihe Freitag, der 13., die heute einen gewissen Kultstatus besitzt, hat sich ebenfalls das Datum zunutze gemacht und es erheblich popularisiert.
Zu Beginn des 21. Jahrhunderts tauchte das umstrittene Gerücht auf, „Freitag der 13.“ sei in Deutschland erst 1957 durch eine Glosse von Thilo Koch in der Frankfurter Allgemeinen Zeitung zum Begriff geworden.

## Verbreitung und Bedeutung
Laut einer US-amerikanischen Studie aus dem Jahr 2003 litten zwischen 17 und 21 Millionen US-Bürger unter der Furcht vor dem Freitag, dem 13. Das Stress Management Center and Phobia Institute in Asheville, North Carolina, schätzte den volkswirtschaftlichen Schaden, der dadurch entstünde, dass Menschen infolge ihrer Furcht vor diesem Datum nicht flögen, Geschäfte nicht abschlössen, die sie normalerweise tätigen würden, oder gar nicht erst aufständen, auf 800 bis 900 Millionen US-Dollar pro Stichtag.
Nicht überall auf der Welt ist Freitag, der 13. ein besonderes Datum. In den spanischsprachigen Ländern und Griechenland gelten Dienstage, die auf den 13. eines Monats fallen (Martes 13), als Unglückstage. In Italien gilt Freitag, der 17. als Unglücksdatum.

### Nutzung für Aktionstage
In Finnland nutzt ein Zusammenschluss von Behörden und NGOs, darunter das Gesundheitsministerium und das Finnische Rote Kreuz, Freitag, den 13. seit 1995 als Nationalen Unfalltag (kansallinen tapaturmapäivä), um das Bewusstsein für Sicherheit im Straßenverkehr zu schärfen.

### Vorkommen in Liedern
- Ankomme Freitag, den 13. von Reinhard Mey (1969)
- Freitag der 13. von den Toten Hosen auf dem Album Damenwahl
- Freitag der 13te von Manny Marc & Reckless
- Freitag der 13. von MC Basstard, Akte One & Mach One
- Paraskavedekatriaphobia (Friday the 13th)  von Fozzy
- Freitag der 13te von Vega (Album Vincent)
- Freitag der 13. aus der Sesamstraße von Christoph Busse[16]
- Freitag der 13. Album und Lied von Tanzwut
- Freitag der 13. Album und Lied von Farid Bang

### Vorkommen in Filmen
- Freitag, der 13. (1944), deutsche Komödie, Regie Erich Engels
- Freitag, der 13. (1953), tschechoslowakisches Drama, Regie Paľo Bielik
- Freitag, der 13. (Filmreihe), nach dem Horrorfilm von 1980 benannte US-amerikanische Filmreihe (elf Folgen und ein Spin-off)
- Erben des Fluchs (Originaltitel Friday the 13th: The Series), ebenfalls auf dem Film von 1980 basierende kanadische Fernsehserie
- The Da Vinci Code – Sakrileg, Bezug auf die Verhaftung der Templer am Freitag, den 13.